# Lori ultramarin
Vini ultramarina
Espèce
Statut de conservation UICN

 CR  : 
En danger critique
Statut CITES
Le Lori ultramarin (Vini ultramarina) est une espèce d'oiseaux de la famille des Psittacidae, proche du Lori nonnette.

## Description
Le Lori ultramarin se distingue du Lori nonnette par la coloration bleu turquoise (au lieu de bleu mauve) du front, des ailes, du dos et de la queue, vert et blanche avec des écailles bleu mauve (au lieu de blanc pur) des joues, de la gorge et de la poitrine. Cet oiseau présente également des marques blanches sur les hanches.

## Répartition
Cette espèce ne peuple plus que deux îles de l'archipel des Marquises en Polynésie française, un archipel composé de 12 îles volcaniques et d’îlots en plein cœur de l'océan Pacifique. Cet archipel est plus éloigné des terres continentales que tous les autres groupes d'îles dans le monde.

## Alimentation
Comme la majorité des autres perroquets, il est végétarien : il se nourrit de fruits, de bourgeons, de fleurs. 

## Nidification
Il loge dans des cavités d'arbres, et parfois dans des coquilles de noix de coco. 

## Menaces
Le plus grand danger qui menace le Lori Ultramarin est le rat noir (Rattus Rattus) qui fut introduit accidentellement par les colons.  Or, le rat noir se nourrit des œufs et des jeunes poussins. L'impact désastreux des rats noirs sur la population de Lori a été prouvé sur deux des îles Marquises : Sur Ua Pou, en 1975, la population de Loris était estimée entre 500 et 600 oiseaux.  Les rats noirs furent introduits accidentellement en 1980, et en 1999 le lori avait disparu. En 18 ans, les rats noirs avaient éradiqué toute la population.
Il se passa la même chose sur Fatu Hiva entre 2000 et 2007, alors qu'on avait justement introduit 29 loris sur cette île entre 1992 et 1994 dans l'espoir d'y établir une population viable. 
Même phénomène sur l'île principale de Nuku Hiva, à ceci près qu'on ignore à quel moment les rats sont arrivés sur l'île. Sur 70 oiseaux recensés en 1975, il n'en reste plus un seul.

## Réintroduction
En réalité, il ne resterait plus un seul Lori à l'état sauvage aujourd'hui sans le travail d'un professeur  marquisien qui décida d'introduire un couple de Lori sur l'île dUa Huka en 1940 car l'espèce y était absente pour une raison inconnue. Grâce à cette opération, les oiseaux prospérèrent sur cette île. En 2004, date du dernier recensement effectué, on estimait la population entre mille sept cent soixante-trois et deux mille neuf cent quatre-vingt-sept individus. 
Mais, la menace des rats noirs persiste car ils sont présents sur une petite île située à quelques centaines de mètres à peine d'Ua Huka.  

### Sources
- Couzens D. (2010) Le livre des oiseaux rares
- Forshaw J.M. (2006) Parrots of the World. An identification guide. Princeton University Press, Princeton, Oxford, 172 p.
- Mario D. & Conzo G. (2004) Le grand livre des perroquets. de Vecchi, Paris, 287 p.